# Висоцький Юрій Пилипович
Юрій Пилипович Висоцький (нар. 10 лютого 1950, с. Вакханка, Середньоканський район, Хабаровський край, РРФСР) — український актор театру, кіно та дубляжу, режисер, заслужений діяч мистецтв України, професор, декан факультету театрального мистецтва та завідувач Другої кафедри акторського мистецтва та режисури драми Київського національного університету театру, кіно і телебачення імені Івана Карпенка-Карого.

## Життєпис
Народився 10 лютого 1950 року у селі Вакханка Середньоканського району Хабаровського краю. Після закінчення у 1967 році Вінницької середньої школи № 1 вступив на акторське відділення Київського державного інституту театрального мистецтва імені Івана Карпенка-Карого. У 1971 році закінчив з відзнакою інститут, отримавши кваліфікацію «актора драматичного театру і кіно».
У 1971—1972 роках працював актором Донецького обласного театру юного глядача (м. Макіївка). У 1972—1973 рр. проходив строкову військову службу. У жовтні 1973 року вступив до асистентури-стажування КДІТМ ім. І. К. Карпенка-Карого.
З 2 січня 1974 року зарахований на посаду викладача зазначеного інституту, де працює і по теперішній час. У 1976 році після успішного завершення навчання в асистентурі-стажуванні переведений на посаду старшого викладача. У 1982—1984 роках був відряджений Міністерством культури СРСР до Монголії, де викладав майстерність актора. Після повернення в Україну з грудня 1984 року працював на посаді доцента кафедри акторського мистецтва та режисури драми.
У 1985—1988 роках виконував обов'язки завідувача Другої кафедри акторського мистецтва та режисури драми. У 1989 році отримав вчене звання доцента. З 1997 року художній керівник акторського курсу. У жовтні 1999 року призначений на посаду декана факультету театрального мистецтва КДІТМ імені Івана Карпенка-Карого.
У 2003 році Юрію Висоцькому було присвоєно почесне звання заслуженого діяча мистецтв України. З 2004 року Юрій Висоцький завідувач другої кафедри акторського мистецтва та режисури драми. За час педагогічної роботи брав участь у підготовці 12 акторських курсів. Як режисер поставив понад двадцять вистав як на професійній сцені, так і на сцені Навчального театру Київського національного університету театру, кіно і телебачення імені Івана Карпенка-Карого.
Як актор брав участь у численних радіопостановках, що здійснювалися на Національному радіо, працював диктором багатьох документальних стрічок, знімався у фільмах.
Є автором близько 40 публікацій з проблем теорії акторського мистецтва та сценічної педагогіки.
Основна сфера наукових і творчих інтересів — різноманітні аспекти теорії акторського мистецтва, дослідження теоретичної спадщини К. С. Станіславського.

## Розслідування
2025 року Юрія Висоцького було звинувачено у домаганнях та психологічному тиску на студентів. 3 лютого Університет ім. Івана Карпенка-Карого відсторонив Висоцького від викладацької роботи й почав службову перевірку. Висоцький у відповідь заявив, що раніше жодних скарг на його викладання не було.

## Праці
- Урахування індивідуальності студента у процесі виховання актора // Театр. культура: Респ. міжвідом. наук. зб. К., 1980. Вип. 6;
- І знову про творчий максималізм // УТ. 1982. № 2; Професія — театральний педагог // Мистецтвознавство України: Зб. наук. пр. К., 2004. Вип. 4.
- Проблемні питання методики виховання актора / Юрій Пилипович Висоцький // Науковий вісник Київського національного університету театру, кіно і телебачення ім. І. К. Карпенка-Карого: зб. наук. пр. Вип. 1. — К. : Компас, 2007. — 304 с.
- Наближення до Мольєра (Про деякі змістовні аспекти роботи над дипломною виставою на акторському курсі) [Текст] / Юрій Висоцький // Наук. вісн. Київ. нац. ун-ту театру, кіно і телебачення ім. І. К. Карпенка-Карого: зб. наук. пр.— Черкаси: Чабаненко Ю. А., 2009. — Вип. 4/5. — С. 450—468.

## Театральні роботи

### Донецький обласний ТЮГ
- Ісаак Шварц «Два клени»…Баба Яга;
- Андрій Глоба «Пушкін»…Карл Брюллов;
- Олександр Фадєєв «Молода гвардія» …Балдер

### Режисерські роботи
- Генрік Ібсен «Нора» (Монгольський Національний театр ім. Г. Нацакдоржа);
- Едуардо де Філіппо «Вертеп пана Куп'єло» (1976);
- Артур Міллер «Вид з мосту» (1985);
- Жан Ануй «Жайворонок» (1998);
- Ліна Костенко «Маруся Чурай» (2002);
- Мольєр «Тартюф»;
- Ежен Йонеско «Урок»;
- Віктор Розов «У пошуках радості»;
- Альберто Моравіа «Я не кажу ні».

## Фільмографія
- Таємничий острів (2008)
- Тривожна відпустка адвоката Лариної (2009)
- При загадкових обставинах (2009)
- «Кедр» пронизує небо (2011)
- Острів непотрібних людей (2011)
- Дорога у порожнечу (2012)
- Подвійне життя (2013)
- Жіночий лікар-2 (2013)
- Параджанов (2013)
- Сашка (2013—2014)
- Білі вовки-2 (2014)
- Дворяжка Ляля (2014)
- Особиста справа (2014)
- Небезпечне кохання (2014)
- Тільки не відпускай мене (2014)
- Останній яничар (2015)
- Відділ 44 (2015)
- Я з тобою (2016)
- Громадянин Ніхто (2016)
- На лінії життя (2016)
- Співачка (2016)
- Поганий хороший коп (2016)
- Чорна квітка (2016)
- Артистка (2017)
- Коли мене кохаєш ти (2017)
- Невиправні (2017)
- Відчайдуший домогосподар (2017)
- Скарбниця життя (2018)
- Краще всіх (2018)
- Одна за двох (2018)
- Соломонове рішення (2018)
- Я, ти, він, вона (2018)
- Інша (2019)
- Капітанша-2 (2019)
- Заборонений (2019) — Юрий Горський, батько Аллої Горської
- Пристрасті по Зінаїді (2019)
- Спадкоємці (2019)
- По різних берегах (2019)
- Дільничний з ДВРЗ (2020)
- День Святого Валентина (2020)
- Час йти, час повертатися (2020)
- Мить, вкрадена у щастя (2020)
- Ворожка (2021)
- Моя улюблена Страшко (2021)
- Провінціал (2021)
- Розтин покаже-4 (2024)
- Ключі від правди (2025)

## Дублювання та озвучення українською
- Піноккіо (1940) — Джеппето (дубляж студії «Le Doyen»)
- Меч у камені (1963) — Мерлін (дубляж студії «Le Doyen»)
- Мері Поппінс (1964) — Доуз-старший (дубляж студії «Le Doyen»)
- Зоряні війни: Імперія завдає удару у відповідь (1980) — Обі-Ван Кенобі (дубляж студії «Le Doyen»)
- Зоряні війни: Повернення джедая (1983) — Обі-Ван Кенобі (дубляж студії «Le Doyen»)
- Легенда про княгиню Ольгу (1983) — Воєвода Новгородський (дубляж студії «KWA Sound Production» на замовлення телеканалу «ICTV»)
- Русалонька (1989) — Король Тритон (дубляж студії «Le Doyen»)
- Русалонька (1992—1994) — Король Тритон (дубляж студії «Le Doyen»)
- Аладдін (1994—1995) — Фазір, Султан (2 сезон) (дубляж студії «Le Doyen»)
- Золоте око (1995) — К'ю (багатоголосе закадрове озвучення студії «1+1»)
- Титанік (1997) — Спайсер Лавджой (дубляж студії «Постмодерн»)
- Південний парк (1997—) — Марвін Марш (23 сезон) (багатоголосе закадрове озвучення студії «1+1»)
- Пригоди Фліка (1998) — (дубляж студії «Le Doyen»)
- Зоряні війни. Епізод I. Прихована загроза (1999) — Сайлас Карсон (дубляж студії «Постмодерн»)
- Альоша Попович і Тугарин Змій (2004) — Тихон (старий дубляж студії «Постмодерн»)
- Свинка Пеппа (2004—2016) — Дідусь Свин (дубляж студії «1+1»)
- Санта Клаус 3 (2006) — Батечко Час (дубляж студії «1+1»)
- Фінеас і Ферб (2007—2015) — Реджинальд Флетчер (2, 4 сезони) (дубляж студії «1+1»)
- Операція Валькірія (2008) — Ґенерал Фрідріх Ольбріхт (старий дубляж студії «Постмодерн»)
- Індіана Джонс і королівство кришталевого черепа (2008) — Дін Чарльз Стенфорт (дубляж студії «Постмодерн»)
- Старі пси (2009) — Нішамура (дубляж студії «Le Doyen»)
- Привиди колишніх подружок (2009) — Дядько Вейн (дубляж студії «Cinetype»)
- Монстри проти чужих (2009) — Галаксар (дубляж студії «Постмодерн»)
- Трансформери: Помста полеглих (2009) — Ґенерал Моршавер (дубляж студії «Постмодерн»)
- Шерлок (2010—) — (дубляж студії «1+1»)
- My Little Pony: Дружба — це диво (2010—) — Ґранд Пеа, Дідусь Ґруф (дубляж студії «1+1»)
- Людина-вовк (2010) — Сер Джон Телбот (дубляж студії «Le Doyen»)
- Межа (2010) — (багатоголосе закадрове озвучення студії «1+1»)
- Аліса в Країні Чудес (2010) — Лорд Ескот (дубляж студії «Le Doyen»)
- Запасний план (2010) — Артур (дубляж студії «Le Doyen»)
- Залізна людина 2 (2010) — Сенатор Стерн (дубляж студії «Постмодерн»)
- Останній володар стихій (2010) — Рендолл Дук Кім (дубляж студії «Le Doyen»)
- Учень чаклуна (2010) — Мерлін (дубляж студії «Le Doyen»)
- Гаррі Поттер і Смертельні реліквії: Частина 1 (2010) — Руфус Скрімджер (дубляж студії «Cinetype»)
- Справжня мужність (2010) — Шериф (дубляж студії «Le Doyen»)
- Лего ніндзяґо: майстри спінджицу (2011—) — Сенсей Ву (дубляж студії «Le Doyen»)
- Червона шапочка (2011) — Господар таверни (дубляж студії «Постмодерн»)
- Гаррі Поттер і Смертельні реліквії: Частина 2 (2011) — Олівандер (дубляж студії «Постмодерн»)
- Перший месник (2011) — Сенатор Бранд (дубляж студії «Постмодерн»)
- Шерлок Голмс: Гра тіней (2011) — Вольф Калер (дубляж студії «Постмодерн»)
- Джон Картер: між двох світів (2012) — Томпсон (дубляж студії «Le Doyen»)
- Маленький зоомагазин (2012—2014) — Швидкий Шелберг (дубляж студії «1+1»)
- Крижане серце (2013) — Єпископ (дубляж студії «Le Doyen»)
- Залізна людина 3 (2013) — Мандарин (дубляж студії «Le Doyen»)
- Гранд-реванш (2013) — (дубляж студії «Постмодерн»)
- Турбо (2013) — Боббі (дубляж студії «Постмодерн»)
- Самотній рейнджер (2013) — Телеграфіст (дубляж студії «Le Doyen»)
- Порятунок містера Бенкса (2014) — Містер Белатчет (дубляж студії «Le Doyen»)
- Феї: Таємниця Піратського Острова (2014) — Оппенгаймер (дубляж студії «Le Doyen»)
- Перший месник: Друга війна (2014) — Роквел (дубляж студії «Le Doyen»)
- Літачки: Рятувальний загін (2014) — Гарві (дубляж студії «Le Doyen»)
- Вихід: Боги та царі (2014) — (дубляж студії «Постмодерн»)
- Космічна місія (2015) — (дубляж студії «Le Doyen»)
- Зоряні війни: Пробудження Сили (2015) — епізоди (дубляж студії «Le Doyen»)
- Наші пані у Варшаві (2015—2019) — (дубляж студії «1+1»)
- Едді «Орел» (2016) — (дубляж студії «Постмодерн»)
- День незалежності: Відродження (2016) — (дубляж студії «Постмодерн»)
- Микита Кожум'яка (2016) — Дід Данило (дубляж студій «Постмодерн» і «Pie Post Production»)
- Вбивство у «Східному експресі» (2017) — камердинер у потязі (дубляж студії «Постмодерн»)
- Війна за планету мавп (2017) — (дубляж студії «Постмодерн»)
- Пригоди Паддінгтона 2 (2017) — (дубляж студії «Постмодерн»)
- Логан: Росомаха (2017) — Чарлз Ксав'єр (дубляж студії «Постмодерн»)
- Тачки 3 (2017) — Домкрат (дубляж студії «Le Doyen»)
- Красуня і Чудовисько (2017) — Моріс (дубляж студії «Le Doyen»)
- Вартові галактики 2 (2017) — Стен Лі (дубляж студії «Le Doyen»)
- Пірати Карибського моря: Помста Салазара (2017) — Дядько Джек (дубляж студії «Le Doyen»)
- Людина-мураха та Оса (2018) — Стен Лі (дубляж студії «Le Doyen»)
- Мері Поппінс повертається (2018) — Містер Доуз-молодший (дубляж студії «Le Doyen»)
- Астерікс і таємне зілля (2018) — (дубляж студії «Постмодерн»)
- Розкрадачка гробниць: Лара Крофт (2018) — (старий дубляж студії «Постмодерн»)
- Наркокур'єр (2018) — (дубляж студії «Постмодерн»)
- Крістофер Робін (2018) — (дубляж студії «Le Doyen»)
- Аеронавти (2019) — (дубляж студії «CinemaSound Production»)
- Історія іграшок 4 (2019) — Годинник (дубляж студії «Le Doyen»)
- Капітан Марвел (2019) — Стен Лі (дубляж студії «Le Doyen»)
- Месники: Завершення (2019) — Стен Лі (дубляж студії «Le Doyen»)
- Покемон. Детектив Пікачу (2019) — (дубляж студії «Постмодерн»)
- Чорнобиль (2019) — (дубляж студії «1+1»)
- Я — панда (2022) — (дубляж студії «Le Doyen»)
- Підлітки-мутанти Черепашки-ніндзя: Погром мутантів (2023) — Сплінтер (дубляж студії «Le Doyen»)
- Капітан Америка: Чудесний новий світ (2025) — (дубляж студії «Le Doyen»)

## Дублювання та озвучення російською
- Офіцер і шпигун (2019) — (російський дубляж студії «CinemaSound Production»)
- Перекладачі (2019) — (російський дубляж студії «CinemaSound Production»)
- Мала з характером (2020) — (російський дубляж студії «CinemaSound Production»)
- Гренландія (2020) — (російський дубляж студії «CinemaSound Production»)
- Кодекс кілера (2021) — (російський дубляж студії «CinemaSound Production»)